# Malkera
Malkera è una suddivisione dell'India, classificata come census town, di 9.804 abitanti, situata nel distretto di Dhanbad, nello stato federato del Jharkhand. In base al numero di abitanti la città rientra nella classe V (da 5.000 a 9.999 persone).

## Geografia fisica
La città è situata a 23° 46' 60 N e 86° 17' 60 E e ha un'altitudine di 182 m s.l.m..

## Società

### Evoluzione demografica
Al censimento del 2001 la popolazione di Malkera assommava a 9.804 persone, delle quali 5.279 maschi e 4.525 femmine. I bambini di età inferiore o uguale ai sei anni assommavano a 1.416, dei quali 705 maschi e 711 femmine. Infine, coloro che erano in grado di saper almeno leggere e scrivere erano 6.306, dei quali 3.973 maschi e 2.333 femmine.